# Josefa Garcia Greno
Maria Josefa García Seone Greno (Medina-Sidonia, 1 de septiembre de 1850 - Lisboa, 27 de enero de 1902), más conocida como Josefa García Greno, fue una pintora naturalista luso-española que formó parte del Grupo do Leão.

## Biografía
Josefa García Greno nació en el municipio de Medina-Sidonia en Andalucía, el 1 de septiembre de 1850. Cuando tenía 4 años, falleció su padre, el capitán general José García Sáez, y ella y su madre, María Seone, se fueron a vivir a La Coruña. Ambas residieron en Galicia durante seis años hasta que se mudaron a Sevilla, donde García Greno aprendió a leer, escribir, bordar y dibujar, llegando incluso a escribir y publicar cuentos y poemas. Su regreso a tierras andaluzas se produjo en un momento de inestabilidad en España, durante la caída de la Primera República Española, el restablecimiento de la monarquía de Alfonso XII y la tercera guerra carlista, por lo que se trasladaron a Lisboa. En la capital portuguesa, García Greno ejerció la alta costura y el bordado como medio de subsistencia para ella y su madre. Hacia 1870 conoció a su futuro marido, el pintor Adolfo César de Medeiros Greno, que estudiaba pintura en la Academia de Bellas Artes de Lisboa.
Se casó con él el 18 de septiembre de 1876, a los 26 años, en la Iglesia de Nossa Senhora do Socorro, en Lisboa. Ese mismo año se trasladaron a París con su madre, para que su marido, discípulo del romántico Miguel Ângelo Lupi, prosiguiese con sus estudios con el maestro Alexandre Cabanel, seguidor de los modelos clásicos grecorromanos, gracias a una beca de pintura histórica que había ganado. Sin embargo, empezó a descuidar sus estudios y su trabajo, frecuentando cada vez más la noche bohemia de la ciudad y incumpliendo los plazos de entrega lo que le llevó a perder, en 1881, la beca que le otorgó la Academia de Lisboa. Cuando García Greno fue consciente de que la familia no podía depender de su esposo para mantenerse, decidió aprender a pintar.
García Greno fue admitida en la Société des Artistes Français gracias a una pintura de un paisaje. En esta época convivió con los pintores portugueses Artur Loureiro y Columbano Bordalo Pinheiro y vio reconocida su obra. Durante este período, este último pintó el cuadro Concierto de aficionados, en el que aparece la pareja de Greno por sugerencia de Loureiro, siendo Josefa la figura femenina que se encuentra junto al pianista, mirando hacia abajo.
García Greno se especializó en la pintura de flores, como mimosas, peonías o caléndulas, entre otras. En 1884 participó en la XIII Exposición de la Sociedade Promotora das Belas-Artes, donde llamó la atención de los organizadores del evento por su técnica, especialmente por los colores que utilizaba y la forma en que trabajaba con la luz en sus lienzos. Fue premiada con una medalla y sus ventas fueron superiores a las pintor portugués José Malhoa.
Regresó a Portugal en 1886 y ese año presentó sus obras en la VI Exposición de Pintura Moderna organizada por el Grupo do Leão, a la que fue invitada por António da Silva Porto. Se convirtió en una de las Senhoras Leoas, nombre con el que se conocía a las mujeres artistas que formaban parte del grupo y entre las que también estaban Berta Ortigão, Maria Augusta Bordalo Pinheiro y Helena Gomes. García Greno se convirtió en una pintora aclamada, con muchos encargos y sus cuadros se vendían rápidamente.
Fue maestra de pintura y entre sus discípulos se encontraban el pintor naturalista Simão Luís da Veiga y la pintora Júlia Hermínia da Conceição Xavier. Hasta 1901, su presencia fue constante en las exposiciones organizadas por el Grémio Artístico y la Sociedade de Belas-Artes y en los encuentros de la élite cultural lisboeta de la época, coincidiendo con escritores como Fialho de Almeida y exponiendo junto a artistas como Columbano Bordalo Pinheiro, José Malhoa, Silva Porto y Fanny Munró, entre otros.

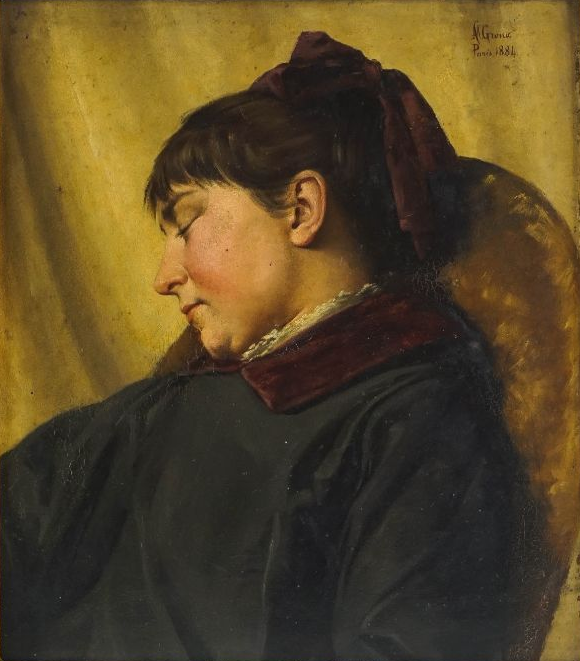
Josefa Greno durmiendo, Adolfo Greno, 1884

Mientras García Greno obtenía un gran éxito profesional, su marido se gastó los ahorros de la familia. En 1899, falleció su madre, que la había acompañado siempre, y García Greno no volvió a coger los pinceles.
En la noche del 7 de abril de 1901, García Greno le disparó a su marido sin darle. El 15 de mayo de ese año, participó en la primera exposición de la Sociedad Nacional de Bellas Artes, sin recibir medallas. Tras varios años de disputas, en la noche del 25 al 26 de junio de 1901, García Greno disparó 4 veces a su esposo. Este hecho fue conocido como "el horrible crimen de la Travessa de São Mamede" o como el "caso Greno ", siendo objeto de varios folletos de cordel. Sus pinturas expuestas en la Sociedad de Bellas Artes fueron todas adquiridas después de ese día. García Greno fue encarcelada en la Cadeia do Aljube en Lisboa. Su cuñado Carlos Greno testificó a su favor.
El 2 de julio de 1901 fue trasladada al Hospital de Rilhafoles donde su director, el psiquiatra portugués Miguel Bombarda, prohibió sus visitas y declaró que había sido un delirio. Nadie la volvió a ver con vida. El psiquiatra recogió varias opiniones de famosos homólogos extranjeros, como Cesare Lombroso, Emil Kraepelin y Eduard Hitzig. Tras el proceso médico-legal, García Greno fue señalada como loca en la mayoría de los periódicos de la época, y su imagen fue denigrada por Maximiliano Lemos en su entrada en la Enciclopedia Ilustrada, datos que luego fueron eliminados en la Gran Enciclopedia Portuguesa y Brasileña. Poco tiempo después, le diagnosticaron la enfermedad de Bright, una enfermedad renal crónica, además de deterioro mental. Falleció el 27 de enero de 1902, siete meses después de su ingreso, a la edad de 51 años, en el Hospital de Rilhafoles. Miguel Bombarda le realizó la autopsia, presentando los resultados el 1 de febrero en una sesión en la Sociedad de Ciencias Médicas, en la que Silva Amado señaló que en la autopsia se vio que García Greno tenía un corazón con más del doble de tamaño y peso respecto de un corazón femenino.

## Obra
- Naturaleza muerta con rosas y pensamientos[28]
- Flores (un ramo circular de rosas)[18]
- Paloma entre flores[17]
- Peonías[16]

## Premios y exposiciones
1884 - Debut en Portugal en la XIII exposición organizada por la Sociedade Promotora das Belas Artes, donde además de ser la que más pinturas vendió, ganó la medalla de tercera clase de la Exposición, quedando por delante de la pintora Maria Augusta de Prostes. Bordalo Pinheiro
1886 - Exposición en la 6ª Exposición de Pintura Moderna (Grupo do Leão)
1887 - Participa en la exposición de la Sociedade Promotora das Belas Artes y en la VII Exposición de Pintura Moderna del Grupo Leão
1888 - Presencia de la marca en la exposición industrial portuguesa
1889 - Exposiciones en la octava sala del Grupo do Leão (Exposiciones de pintura moderna)
1891 - Asiste a la 1ª Exposición del Grémio Artístico en Lisboa
1891 - Exposición de la Industria Portuguesa que tuvo lugar en el Palácio de Cristal, en Oporto
1892 - II Muestra del Grémio Artístico - Sociedad Nacional de Bellas Artes, donde obtuvo una Mención de Honor, en la Sección de Óleo
1893 - III Exposición del Grémio Artístico de Lisboa
1894 - IV Exposición del Grémio Artístico de Lisboa
1895 - Exposición de 1885, donde expuso junto a Malhoa, Roque Gameiro, Arthur Melo y el rey Carlos I de Portugal
1901 - Exhibió 5 pinturas en la 1ª Exposición de la Sociedad Nacional de Bellas Artes en la sección de óleos

## Galería

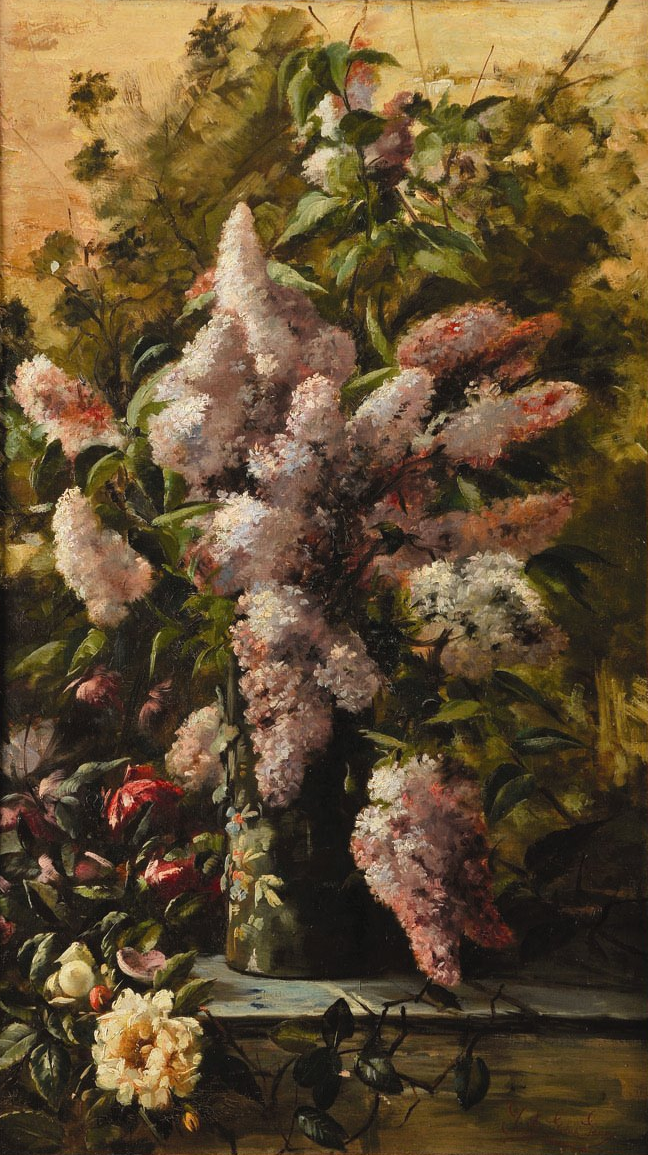
Lilas, siglo XIX
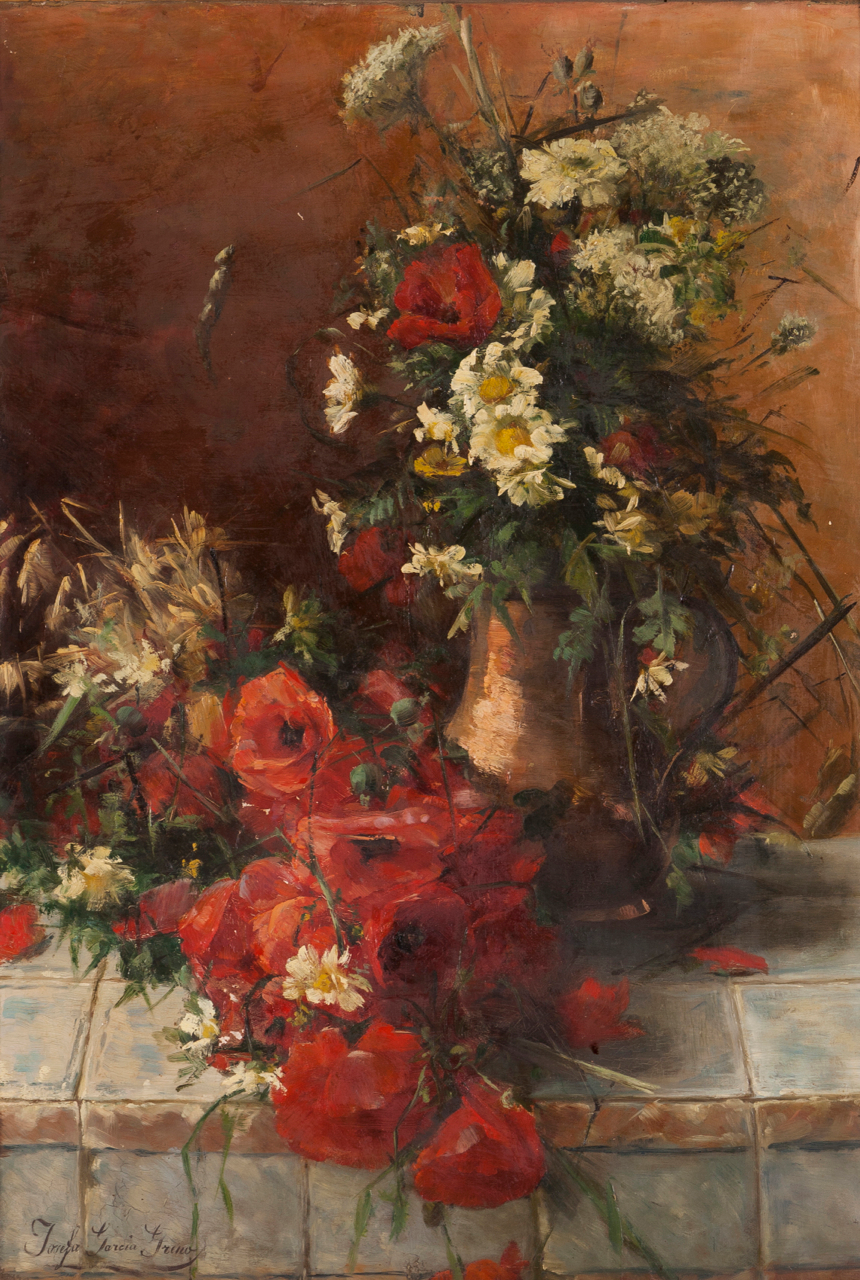
Flores, siglo XIX
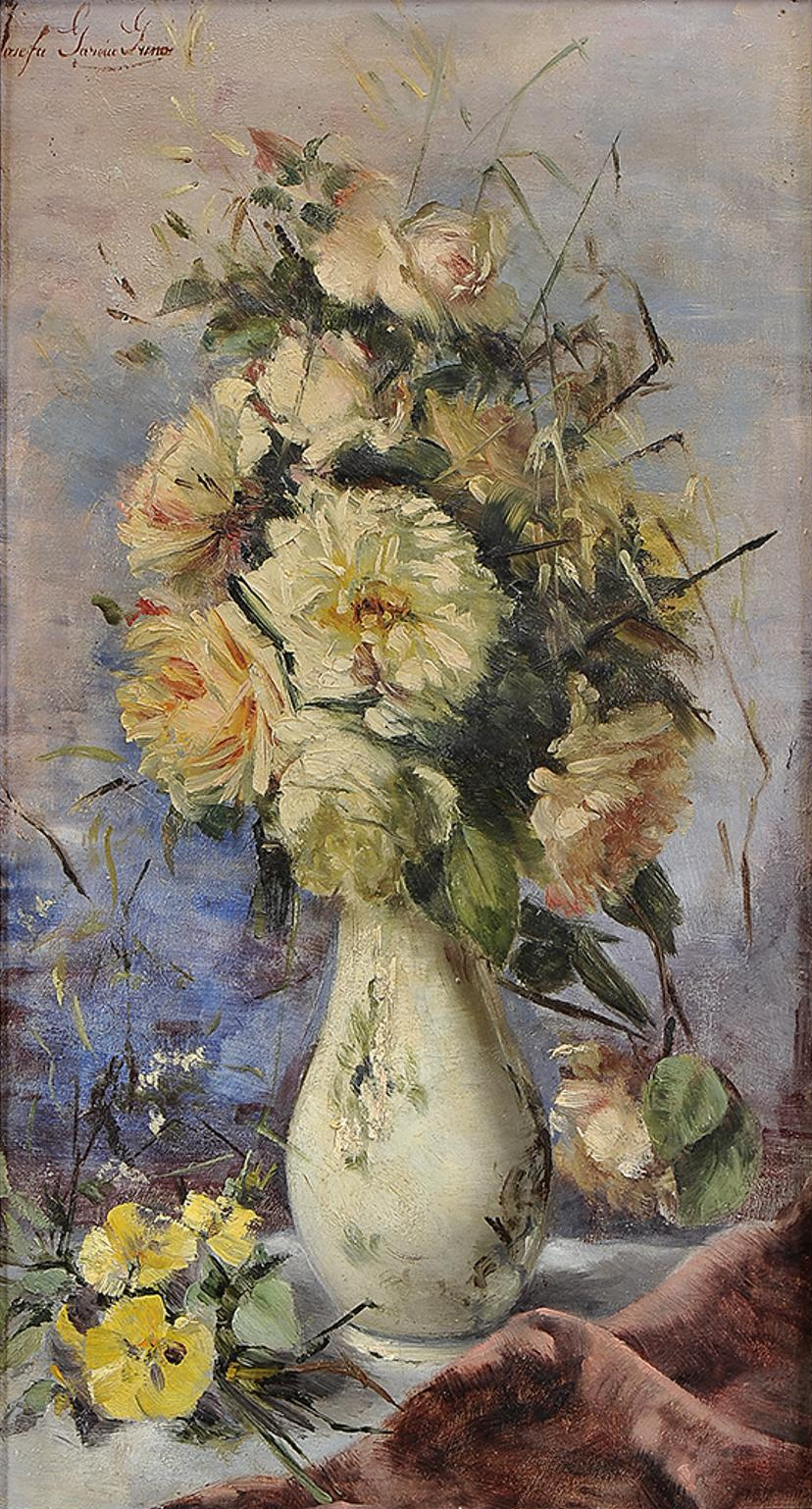
Jarrón con flores, siglo XIX
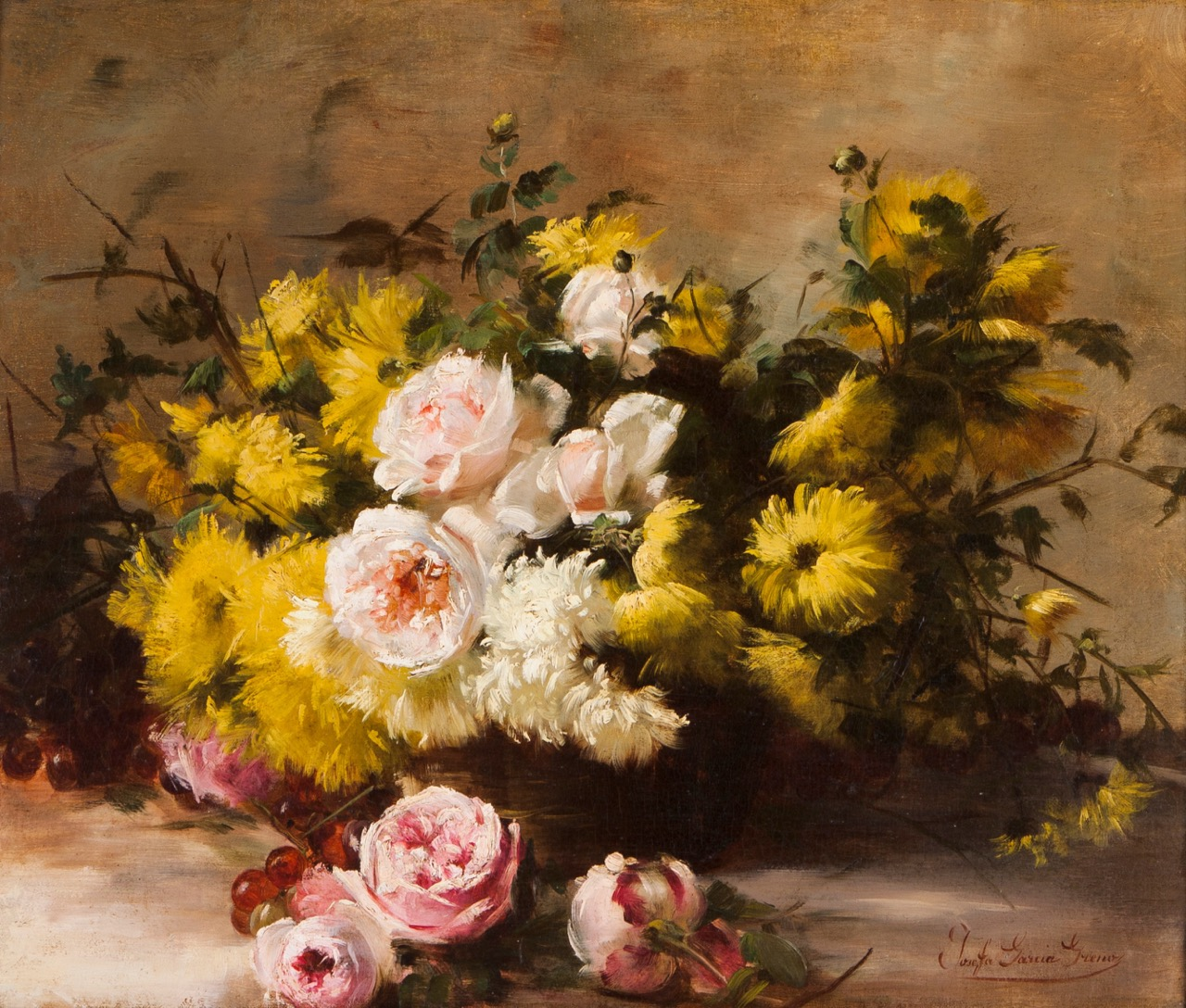
Naturaleza muerta con flores, siglo XIX
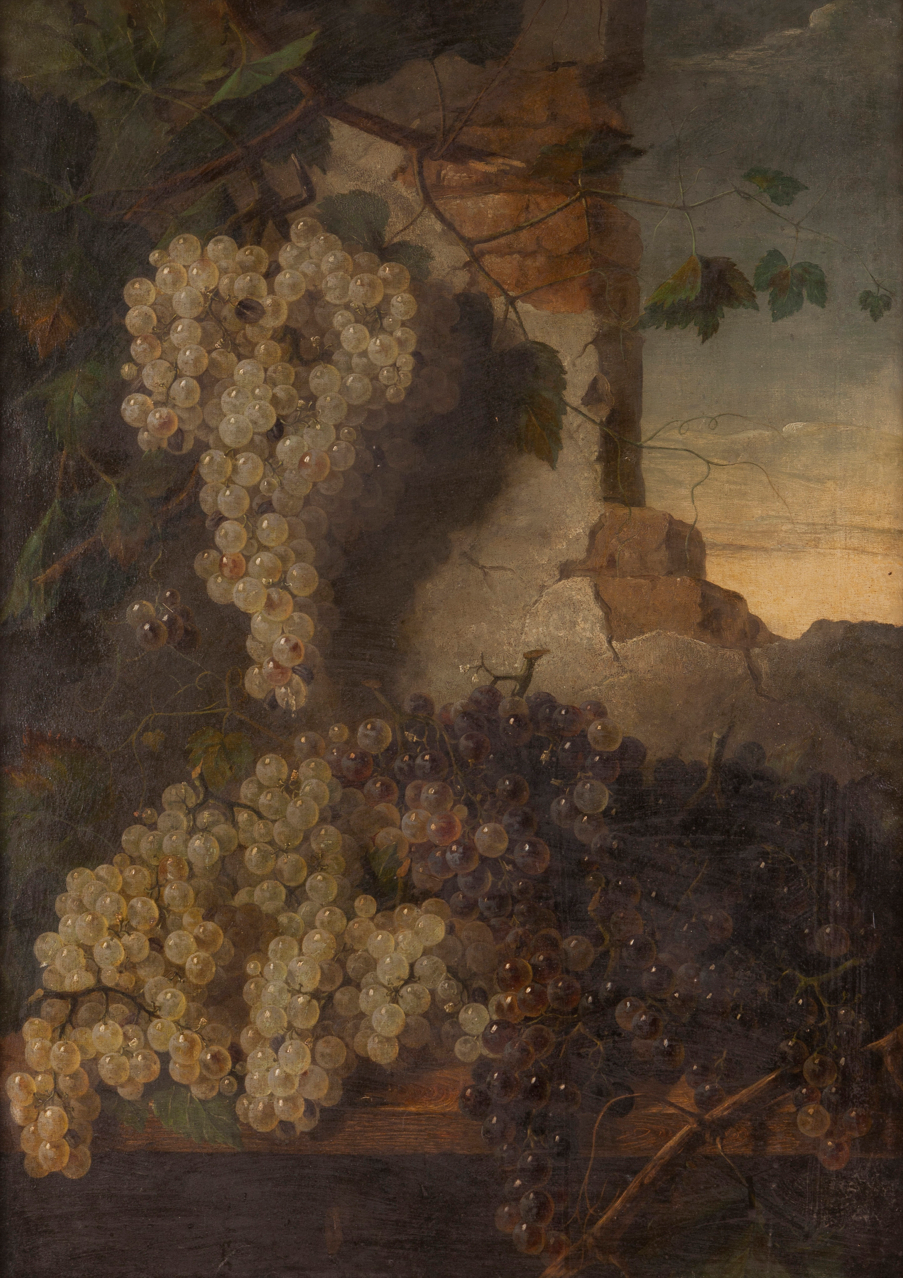
Naturaleza muerta con uvas y ruínas, siglo XIX
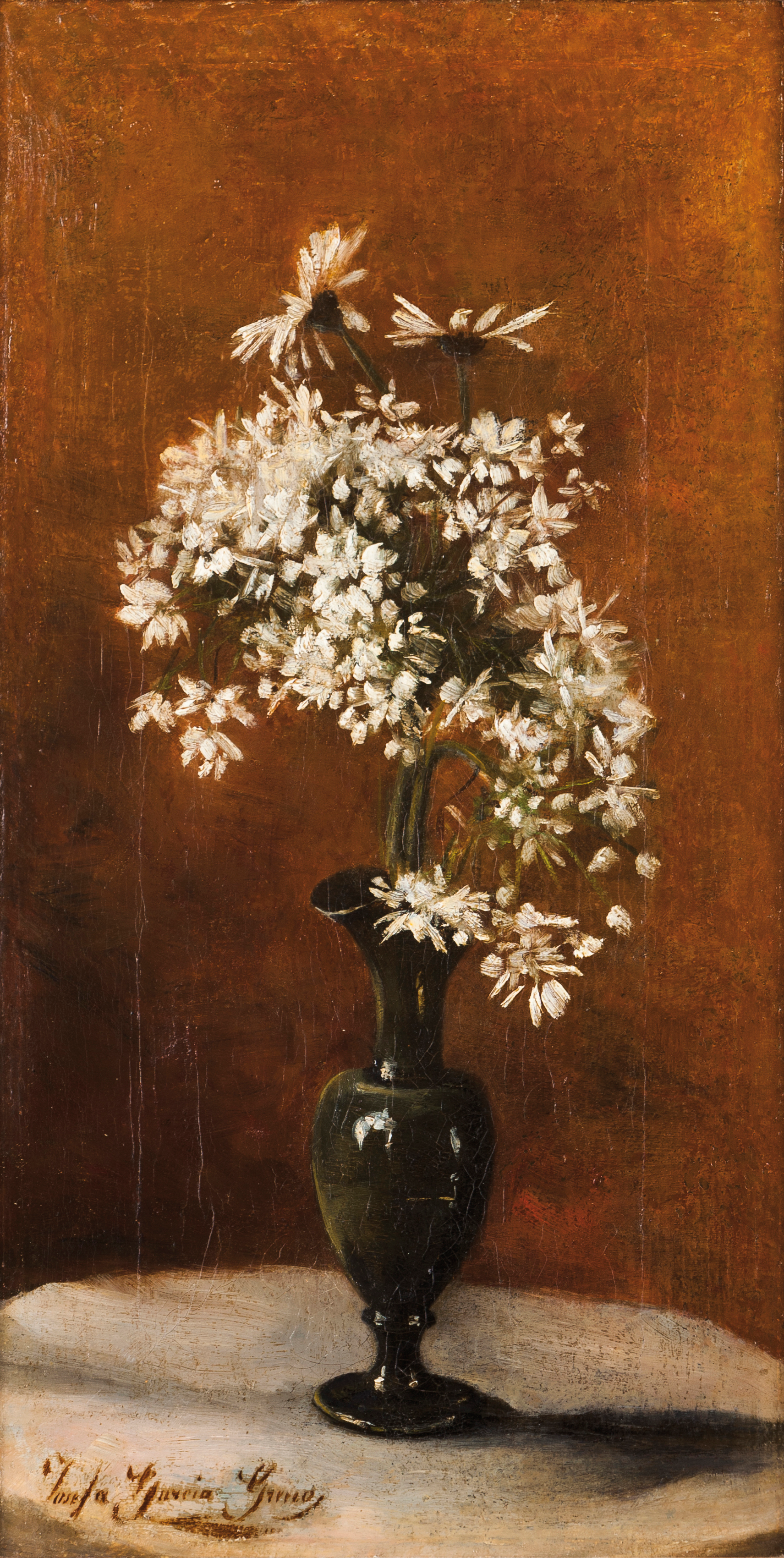
Naturaleza muerta, siglo XIX
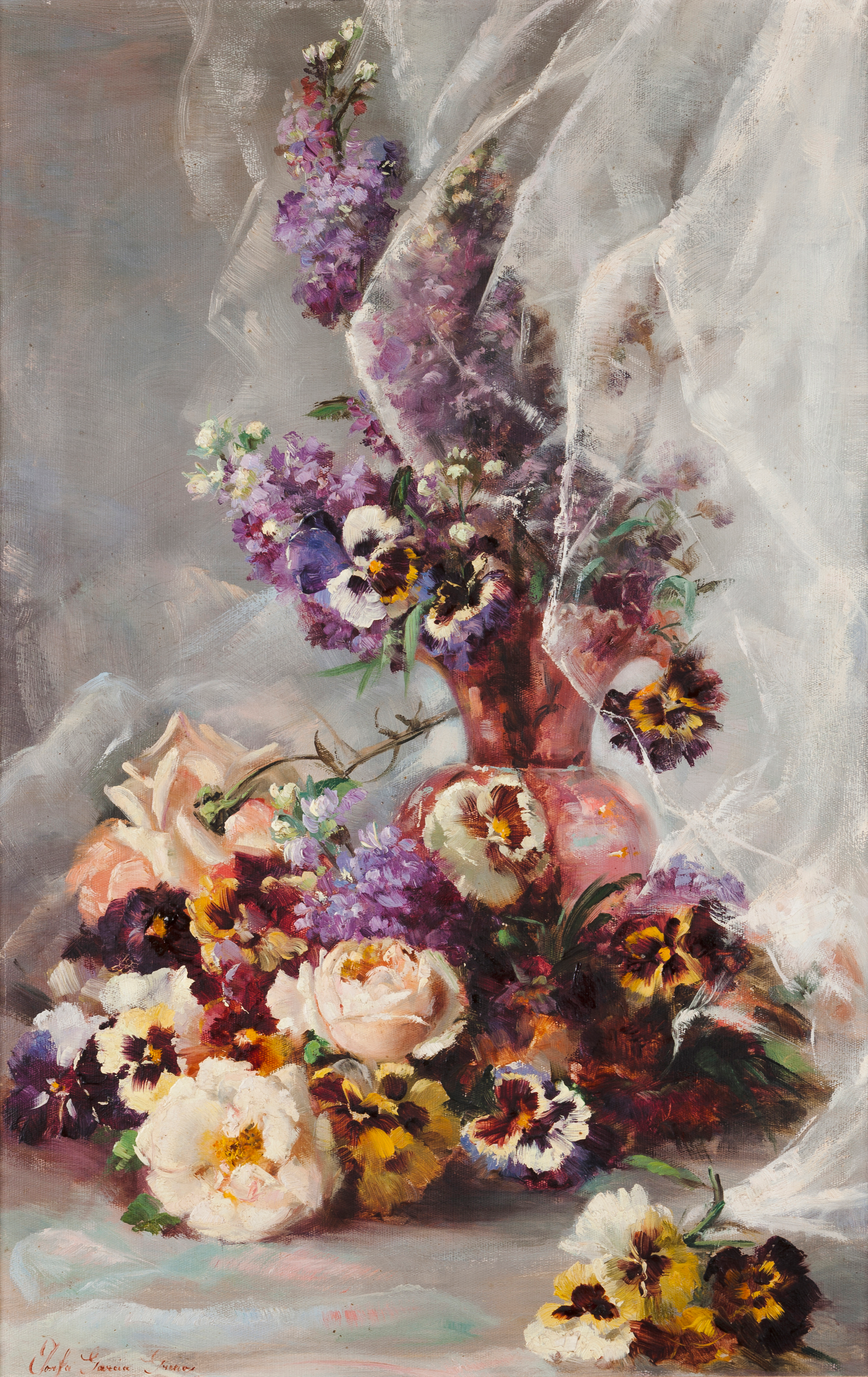
Naturaleza muerta, siglo XIX